# Friedrich Berner
Friedrich Berner (* 12. November 1904 in Zwickau; † 2. März 1945 bei Wronke im Landkreis Samter) war ein deutscher Röntgenologe und SS-Hauptsturmführer. Berner war als Leiter der Tötungsanstalt Hadamar an den nationalsozialistischen Krankenmorden der Aktion T4 beteiligt.

## Leben
Als Sohn eines Frauenarztes besuchte Berner das Realgymnasium seiner Heimatstadt, das er 1925 nach der Reifeprüfung verließ. Nach eigenen Angaben strebte Berner zunächst ein Ingenieurstudium an, entschied sich aber dann auf Bitten seiner Eltern für Medizin.  Vom Sommersemester 1926 bis zum Wintersemester 1927/28 studierte er an der Universität Rostock. 1926 wurde er im Corps Vandalia Rostock aktiv. Als Inaktiver wechselte er an die Ludwig-Maximilians-Universität München und die Friedrichs-Universität Halle. 1931 wurde er in Rostock zum Dr. med. promoviert. Im selben Jahr als Arzt approbiert, wurde er Assistenzarzt bei dem Internisten Hans Curschmann im Universitätsklinikum Rostock. Im September 1934 ging er an die Röntgenabteilung des Städtischen Krankenhauses Erfurt. Im Mai 1935 wechselte er an das Zentral-Röntgeninstitut im Städtischen Krankenhaus Mainz. Nach der Facharztanerkennung als Röntgenologe arbeitete er ab September 1937 bei dem Radiologen Hans Holfelder an der Johann Wolfgang Goethe-Universität Frankfurt am Main. Aus Berners 1933 geschlossener Ehe gingen drei Kinder hervor.
In der Zeit der Weimarer Republik war Berner Mitglied der Technischen Nothilfe und des Wehrwolfs, eines rechtsgerichteten, überwiegend in Mitteldeutschland tätigen Wehrverbands. 
Nach der Machtübergabe an die Nationalsozialisten trat Berner zum 1. Mai 1933 der NSDAP (Mitgliedsnummer 2.804.744) und der SA bei. Für die SA führte er als Obertruppführer zahlreiche Röntgenuntersuchungen durch. Nach dem Röhm-Putsch trat er im November 1934 in Erfurt von der SA zur Schutzstaffel über. Zunächst SS-Anwärter, wurde er am 26. August 1936 SS-Mitglied (SS-Nummer 276.832) im SS-Abschnitt „Rhein“. Am 1. Januar 1937 übernahm er die Führung des Sanitätssturms im SS-Abschnitt. Seit September 1939 SS-Obersturmführer, war er später Angehöriger des von Hans Holfelder geführten Röntgensturmbanns beim SS-Führungshauptamt.
Ende August 1939 zur Luftwaffe (Wehrmacht) eingezogen, nahm Berner am Westfeldzug teil, zuletzt als Oberstabsarzt. Am 30. April 1940 habilitierte er sich in Frankfurt. Nach der Probevorlesung während eines Fronturlaubs im September 1940 wurde er am 21. Oktober zum Privatdozenten für Röntgenologie ernannt. Sein weiterer Verbleib bis Mitte 1941 ist unbekannt; wahrscheinlich befand er sich weiter bei der Wehrmacht.
Auf einer Liste der Zentraldienststelle T4 war Berner unter der Rubrik „Ärzte in den Anstalten“ vom 15. Mai 1941 bis zum 31. Dezember 1941 eingetragen. Von Mitte Juni bis zum Herbst 1941 war er Direktor und erster Vergasungsarzt in der Tötungsanstalt Hadamar, mit Hans Bodo Gorgaß als seinem Stellvertreter und zweitem Vergasungsarzt. Beide Ärzte lösten ihre Vorgänger Ernst Baumhard und Günther Hennecke ab, die seit dem 13. Januar 1941 in Hadamar tätig waren und nach Differenzen mit dem T4-Organisator Viktor Brack im Sommer 1941 zur Kriegsmarine gingen. Als wahrscheinlich gilt, dass die Zentraldienststelle T4 von Friedrich Mennecke, dem Direktor der Landesheilanstalt Eichberg, oder von Fritz Bernotat, dem Dezernenten für Anstaltswesen des Bezirksverbandes Nassau, auf Berner aufmerksam gemacht wurde. Nach Zeugenaussagen wurde Berner vor seiner Zeit in Hadamar in der Tötungsanstalt Hartheim eingearbeitet. Auf Grund widersprüchlicher Zeugenaussagen ist unsicher, ob Berner auch an der Selektion von KZ-Häftlingen im KZ Buchenwald im Zuge der Aktion 14f13 beteiligt war.
Wie alle T4-Ärzte in den Tötungsanstalten verwendete auch Berner einen Tarnnamen und unterschrieb im Schriftverkehr mit „Dr. Barth“. Nach späteren Aussagen des T4-Personals von Hadamar fiel er durch soldatisches Auftreten, Betriebsappelle sowie ein insgesamt strenges Regiment auf. So wurde das Personal zum Frühsport kommandiert, und bei den gemeinsamen Mahlzeiten wurden nationalsozialistische Kampflieder gesungen.
Im August 1941 lud Berner das Personal der Tötungsanstalt verpflichtend zu einer „Jubiläumsfeier“ anlässlich des 10.000sten Vergasungstoten in Hadamar ein. Die in zahlreichen Zeugenaussagen bestätigte „Jubiläumsfeier“ stellte laut dem Mitarbeiter der Hadamarer Gedenkstätte, Peter Sandner, den „Gipfel des zynischen Umgangs mit dem mörderischen Alltag“ in Hadamar dar. Einer der Angeklagten im Hadamarprozess wurde 1946 zu der Veranstaltung vernommen, bei der auch Berner eine Ansprache hielt und Musik gespielt wurde:
„[…] Dr. Berner [erklärte] bei dem gemeinschaftlichen Mittagstisch, es würde heute der 10.000ste Tote verbrannt werden, hierzu habe sich das gesamte Personal einzufinden. Wir versammelten uns dann gegen Abend auf dem Flur im rechten Flügel, wo jeder eine Flasche Bier empfing und von wo aus es dann in den Keller ging. Dort war auf einer Bahre ein nackter männlicher Toter mit einem grossen Wasserkopf aufgebahrt. Auf Vorhalt erkläre ich mit Bestimmtheit, daß es ein wirklicher Toter und keine Papierleiche war. Der Tote wurde von den Brennern auf eine Art Trog gelegt und in den Verbrennungsofen geschoben. Hierzu hielt [der Verwaltungsangestellte] Märkle, der sich nach Art eines Geistlichen zurechtgemacht hatte, eine Leichenpredigt.“
Nach der Hartheimer Statistik wurden vom Januar 1941 bis Ende August 1941 in Hadamar 10.072 Menschen getötet. Damit wurde hier die höchste Zahl von Getöteten aller sechs Vergasungsanstalten erzielt; also durchschnittlich 1.439 pro Monat. Allein auf den Zeitraum, in dem Berner die Vergasungsanstalt leitete, entfielen 4.170 Opfer.
Nach dem Stopp der „Aktion T4“ im August 1941 wurde Berner Ende 1941 von Curt Schmalenbach als Leiter der nicht mehr zur Vergasung genutzten Tötungsanstalt Hadamar abgelöst. Ob Berner dann direkt nach Frankfurt zurückkehrte oder zwischenzeitlich erneut bei der Wehrmacht war, ist nicht sicher bekannt. In der zweiten Jahreshälfte 1942 hielt Berner in Vertretung Holfelders Vorlesungen an der Frankfurter Universität; ab September 1943 war er Assistenzarzt beim Universitäts-Röntgeninstitut des Städtischen Krankenhauses Sachsenhausent. Im Oktober 1943 wurde Berner stellvertretender Leiter des Röntgen-Instituts Holfelders.
Mit Wirkung vom 15. November 1944 wurde Berner von der Wehrmacht in die Waffen-SS überführt. Nach Angaben seiner Ehefrau galt Berner ab Februar 1945 als vermisst; nach Informationen des Städtischen Krankenhauses hielt er sich zuletzt im Raum Posen auf, wo er als Hauptsturmführer beim SS-Röntgensturmbann eingesetzt war. Nach der Befreiung wurde Berner auf Befehl der amerikanischen Militärregierung von der Stadt Frankfurt entlassen. Berners Verbleib klärte sich im Januar 1950 durch eine Mitteilung der Deutschen Dienststelle (WASt), nach der er am 2. März 1945 bei Wronke gefallen war.

## Schriften (Auswahl)
- Untersuchungen über die Reid-Huntsche Reaktion bei Thyreosen, vegetativ Nervösen und Ulkuskranken. In: Medizinische Klinik. Wochenschrift für praktische Ärzte, Jahrgang 1932, S. 1171 (online bei ANNO).
- Zur Differentialdiagnose der Appendizitis bei Mesenterium commune. In: Medizinische Klinik. Wochenschrift für praktische Ärzte, Jahrgang 1933, S. 1209 (online bei ANNO).